# سیارک ۷۲۹۹
سیارک ۷۲۹۹ (به انگلیسی: 7299 Indiawadkins، نامگذاری:1992WZ5) هفت هزار و دویست و نود و نهمین سیارک کشف شده‌است که در ۲۱ نوامبر ۱۹۹۲ کشف شد.
قدر مطلق سیارک برابر ۱۳٫۵۰ است.